# Hildringa
Hildringa är ett berg i Antarktis. Det ligger i Östantarktis. Norge gör anspråk på området. Toppen på Hildringa är 842 meter över havet.
Terrängen runt Hildringa är kuperad åt sydost, men åt nordväst är den platt.  Trakten är obefolkad. Det finns inga samhällen i närheten.